# Relações entre Bangladesh e Sri Lanka
As relações entre Bangladesh e Sri Lanka são as relações bilaterais da República Popular de Bangladesh e da República Socialista Democrática do Sri Lanka. As relações têm sido geralmente amigáveis devido ao comércio e aos investimentos. Bangladesh também é o lar de vários estudantes de medicina do Sri Lanka e o críquete é uma forma de comunicação amigável entre seus povos.

## História
As duas nações do sul da Ásia estão historicamente ligadas desde muito antes da colonização do subcontinente pelos britânicos. Diz-se que o primeiro rei do Sri Lanka, mencionado nas antigas crônicas pali, teve ancestrais do reino de Vanga, localizado no atual Bangladesh. No Sri Lanka, várias mechas de cabelo, doadas por budistas em Bangladesh e identificadas como provenientes de Buda, são adoradas no Dia de Poya, um feriado budista no Sri Lanka.
Durante a Guerra de Libertação de Bangladesh, o Sri Lanka viu a divisão do Paquistão como um exemplo para si mesmo e temeu que a Índia usasse seu poder crescente contra ela, apesar do governo de esquerda de Sirimavo Bandaranaike seguiu uma política externa neutra e não alinhada, Sri Lanka ajudou o Paquistão na guerra. Como os aviões do Paquistão não podiam sobrevoar o território indiano, fizeram uma rota mais longa ao redor da Índia e pararam no aeroporto de Bandaranaike em Katunayake, onde foram reabastecidos antes de voar para o Paquistão oriental.
Em agosto de 2008, os dois chefes de estado discutiram o estabelecimento de novas ligações aéreas na esperança de aumentar o comércio, os investimentos e fortalecer os laços culturais. Os investimentos atuais do Sri Lanka foram feitos no setor de vestuário e no setor bancário de Bangladesh e devem se diversificar em diferentes áreas. Bangladesh também é o lar de vários estudantes de medicina do Sri Lanka e o críquete é uma forma de comunicação amigável entre seus povos.
Em 2015, o Sri Lanka doou 30 estátuas de Buda Samadhi para a reconstrução e renovação de templos após a violência Ramu de 2012.

## Militares
Falou-se em aumentar as relações bilaterais, a cooperação entre as duas marinhas e o envio de pessoal naval do Sri Lanka para estudar em Bangladesh. Recentemente, muitos navios da Marinha de Bangladesh visitaram o Sri Lanka para visitas de boa vontade.

## Economia
A Força-Tarefa Conjunta Bangladesh-Sri Lanka foi criada em 2013 para aumentar o comércio. Os dois países concordaram em assinar um acordo de transporte marítimo. Vários conglomerados do Sri Lanka, como a LAUGFS Holdings, estão presentes em Bangladesh. Em 2013, o comércio bilateral entre os dois países ultrapassou a marca de US$ 100 milhões10,11,12.